# أوزن تبة عليا
أوزن‌ تبة عليا هي قرية في مقاطعة بارس أباد، إيران. عدد سكان هذه القرية هو 241 في سنة 2006.